# Critérium International 2007
Il Critérium International 2007, settantaseiesima edizione della corsa e valida come evento del circuito UCI Europe Tour 2007 categoria 2.HC. Si svolse su tre tappe dal 31 marzo al 1º aprile 2007 da Asfeld a Charleville-Mézières, su un percorso totale di 285,8 km. Fu vinto dal tedesco Jens Voigt che terminò la gara con il tempo di 6 ore 54 minuti e 57 secondi, alla media di 41,325 km/h.
Al traguardo finale di Charleville-Mézières 109 ciclisti completarono la gara.

## Tappe
| Tappa  | Data      | Percorso                                   | km    | Vincitore di tappa | Leader cl. generale |
| ------ | --------- | ------------------------------------------ | ----- | ------------------ | ------------------- |
| 1ª     | 31 marzo  | Asfeld > Charleville-Mézières              | 179   | Olaf Pollack       | Olaf Pollack        |
| 2ª     | 1º aprile | Les Vieilles Forges > Monthermé            | 98,5  | Jens Voigt         | Jens Voigt          |
| 3ª     | 1º aprile | Charleville-Mézières (Cronom. individuale) | 8,3   | Thomas Löfkvist    | Jens Voigt          |
| Totale | Totale    | Totale                                     | 285,8 |                    |                     |

## Squadre e corridori partecipanti
| N.    | Cod. | Squadra                          |
| ----- | ---- | -------------------------------- |
| 1-8   | CSC  | Team CSC                         |
| 11-18 | AST  | Astana Team                      |
| 21-28 | GCE  | Caisse d'Epargne                 |
| 31-38 | BTL  | Bouygues Télécom                 |
| 41-48 | LAM  | Lampre-Fondital                  |
| 51-58 | LAN  | Landbouwkrediet-Tönissteiner     |
| 61-68 | FDJ  | Française des Jeux               |
| 71-78 | EUS  | Euskaltel-Euskadi                |
| 81-88 | COF  | Cofidis, le Crédit par Téléphone |
| 91-98 | GST  | Gerolsteiner                     |

| N.      | Cod. | Squadra                    |
| ------- | ---- | -------------------------- |
| 101-108 | C.A  | Crédit Agricole            |
| 111-118 | TSL  | Slipstream-Chipotle        |
| 121-128 | A2R  | AG2R Prévoyance            |
| 131-138 | BAR  | Barloworld                 |
| 141-148 | AGR  | Agritubel                  |
| 151-158 | SKS  | Skil-Shimano               |
| 161-168 | WIE  | Team Wiesenhof-Felt        |
| 171-178 | PAN  | Ceramiche Panaria-Navigare |
| 181-188 | LPR  | LPR                        |
| 191-198 | KGZ  | Karpin-Galicia             |

## Dettagli delle tappe

### 1ª tappa
- 31 marzo: Asfeld > Charleville-Mézières – 179 km

Risultati
| Pos. | Corridore       | Squadra         | Tempo    |
| ---- | --------------- | --------------- | -------- |
| 1    | Olaf Pollack    | Wiesenhof       | 4h15'42" |
| 2    | Angelo Furlan   | Crédit Agricole | s.t.     |
| 3    | Mikel Gaztañaga | Agritubel       | s.t.     |

| Pos. | Corridore       | Squadra         | Tempo    |
| ---- | --------------- | --------------- | -------- |
| 1    | Olaf Pollack    | Wiesenhof       | 4h15'32" |
| 2    | Angelo Furlan   | Crédit Agricole | a 4"     |
| 3    | Mikel Gaztañaga | Agritubel       | a 6"     |

### 2ª tappa
- 1º aprile: Les Vieilles Forges > Monthermé – 98,5 km

Risultati
| Pos. | Corridore          | Squadra        | Tempo    |
| ---- | ------------------ | -------------- | -------- |
| 1    | Jens Voigt         | Team CSC       | 2h29'00" |
| 2    | Alejandro Valverde | Caisse d'Epar. | a 48"    |
| 3    | Andreas Klöden     | Astana         | s.t.     |

| Pos. | Corridore        | Squadra       | Tempo    |
| ---- | ---------------- | ------------- | -------- |
| 1    | Jens Voigt       | Team CSC      | 6h44'42" |
| 2    | Laurent Brochard | Bouygues Tél. | a 48"    |
| 3    | Giampaolo Caruso | Lampre        | s.t.     |

### 3ª tappa
- 1º aprile: Charleville-Mézières – Cronometro individuale – 8,3 km

Risultati
| Pos. | Corridore          | Squadra         | Tempo  |
| ---- | ------------------ | --------------- | ------ |
| 1    | Thomas Löfkvist    | Franç. des Jeux | 10'01" |
| 2    | Alejandro Valverde | Caisse d'Epar.  | a 3"   |
| 3    | Sylvain Chavanel   | Cofidis         | a 9"   |

| Pos. | Corridore          | Squadra         | Tempo    |
| ---- | ------------------ | --------------- | -------- |
| 1    | Jens Voigt         | Team CSC        | 6h54'57" |
| 2    | Thomas Löfkvist    | Franç. des Jeux | a 34"    |
| 3    | Alejandro Valverde | Caisse d'Epar.  | a 37"    |

## Classifiche finali

### Classifica generale - Maglia gialla
| Pos. | Corridore             | Squadra         | Tempo    |
| ---- | --------------------- | --------------- | -------- |
| 1    | Jens Voigt            | Team CSC        | 6h54'57" |
| 2    | Thomas Löfkvist       | Franç. des Jeux | a 34"    |
| 3    | Alejandro Valverde    | Caisse d'Epar.  | a 37"    |
| 4    | Sylvain Chavanel      | Cofidis         | a 43"    |
| 5    | Andreas Klöden        | Astana          | s.t.     |
| 6    | José Alberto Martínez | Agritubel       | a 1'00"  |
| 7    | Damiano Cunego        | Lampre          | a 1'02"  |
| 8    | Sébastien Joly        | Franç. des Jeux | a 1'04"  |
| 9    | Laurent Brochard      | Bouygues Tél.   | a 1'06"  |
| 10   | Fränk Schleck         | Team CSC        | a 1'16"  |

### Classifica a punti
| Pos. | Corridore          | Squadra         | Punti |
| ---- | ------------------ | --------------- | ----- |
| 1    | Alejandro Valverde | Caisse d'Epar.  | 24    |
| 2    | Jens Voigt         | Team CSC        | 20    |
| 3    | Thomas Löfkvist    | Franç. des Jeux | 19    |
| 4    | Andreas Klöden     | Astana          | 18    |
| 5    | Olaf Pollack       | Wiesenhof       | 15    |

### Classifica scalatori
| Pos. | Corridore        | Squadra         | Punti |
| ---- | ---------------- | --------------- | ----- |
| 1    | Gorazd Štangelj  | Lampre          | 26    |
| 2    | Jens Voigt       | Team CSC        | 26    |
| 3    | Sébastien Joly   | Franç. des Jeux | 11    |
| 4    | Romain Feillu    | Agritubel       | 4     |
| 5    | Giampaolo Cheula | Barloworld      | 4     |

### Classifica giovani
| Pos. | Corridore         | Squadra         | Tempo    |
| ---- | ----------------- | --------------- | -------- |
| 1    | Thomas Löfkvist   | Fran. des Jeux  | 6h55'31" |
| 2    | Luis León Sánchez | Caisse d'Epar.  | a 54"    |
| 3    | Maxime Monfort    | Cofidis         | a 1'39"  |
| 4    | Peter Velits      | Wiesenhof       | a 1'41"  |
| 5    | Rémi Pauriol      | Crédit Agricole | a 1'55"  |

### Classifica a squadre
| Pos. | Squadra                          | Tempo     |
| ---- | -------------------------------- | --------- |
| 1    | Team CSC                         | 20h48'10" |
| 2    | Caisse d'Epargne                 | a 14"     |
| 3    | Lampre-Fondital                  | a 1'53"   |
| 4    | Cofidis, le Crédit par Téléphone | a 2'11"   |
| 5    | Crédit Agricole                  | a 2'53"   |